# Катулі
Кату́лі (англ. Katuli) — традиційна громада у складі дистрикту Мангочі Південного регіону Малаві.
Населення — 71100 осіб (2018).